# Ski (Norvegia)
Ski este o comună din provincia Akershus, Norvegia. Centrul administrativ este orașul Ski.

## Etimologie
Numele Ski vine de la forma veche Skeidi care la rândul ei vine de la Skeid (însemnând „locul unde au loc concursurile de fugă sau de călărie”). Cele trei capete de cai din stema orașului simbolizează această etimologie.

## Geografia
Comuna se întinde pe o suprafață de 165,5 km², majoritatea fiind păduri, spații publice verzi sau alte areale limitrofe nefolisite. Doar 9.000 de decari sunt acoperiți de clădiri.
Cel mai înalt punct este Tømmeråsen (313 m), dar orașul Ski este la o altitudine de 128 m.

### Clima
| Temp. normală ptr. Ski (130 m dnm.) | Ianuarie | Februarie | Martie | Aprilie | Mai  | Iunie | Iulie | August | Septembrie | Octombrie | Noiembrie | Decembrie | Media anuală |
| ----------------------------------- | -------- | --------- | ------ | ------- | ---- | ----- | ----- | ------ | ---------- | --------- | --------- | --------- | ------------ |
| Temp. normală (°C)                  | −4,7     | −4,6      | −0,6   | 4,2     | 10,4 | 14,9  | 16,2  | 15,0   | 10,6       | 6,2       | 0,5       | −3,3      | 5,4          |
| Precipitații (mm)                   | 48       | 34        | 47     | 38      | 59   | 67    | 81    | 83     | 89         | 99        | 78        | 52        | (total) 775  |

### Componența
Comuna se compune din:
- Ski (orașul), aprox. 12.000 locuitori
- Langhus, aprox. 12.000 locuitori
- Kråkstad, aprox. 2.000 locuitori
- Siggerud, aprox. 1.000 locuitori

## Economia
Ramurile principale sunt industria și comerțul. Comuna Ski are cei mai mulți angajați, 1.241 (1998).

## Orașe înfrățite
Din anii 1950, Ski are relații de prietenie cu Gladsaxe (Danemarca), Solna (Suedia), iar din 1980 cu Pirkkala (Finlanda).